# Ostrov (Karlovy Vary)
Ostrov (detta anche Ostrov nad Ohří; in tedesco Schlackenwerth) è una città della Repubblica Ceca facente parte del distretto di Karlovy Vary, nella regione omonima.